# یوهانس برینکیس
یوهانس برینکیس (انگلیسی: Johannes Brinkies؛ زادهٔ ۲۰ ژوئن ۱۹۹۳) بازیکن فوتبال اهل آلمان است.
از باشگاه‌هایی که در آن بازی کرده‌است می‌توان به باشگاه فوتبال هانزا روستوک و باشگاه فوتبال تسویکاو اشاره کرد.
وی همچنین در تیم‌های ملی فوتبال Germany national under-16 football team و جوانان آلمان بازی کرده‌است.